# Port lotniczy Maripasoula
Port lotniczy Maripasoula – trzeci co do wielkości port lotniczy Gujany Francuskiej, zlokalizowany w miejscowości Maripasoula.

## Linie lotnicze i połączenia
| Linia Lotnicza     | Kierunek                                                     |
| ------------------ | ------------------------------------------------------------ |
| Air Guyane Express | 1. Kajenna 2. Grand Santi 3. Saint-Laurent-du-Maroni 4. Saul |